# Liste kurdischer Vornamen
Die formelle Namensgebung der Kurden richtet sich oft nach dem Staat, in dem die Kurden leben. Vor dem Erlass zur Namensgebung 1934 in der Türkei hatten die Kurden als Familiennamen den Namen ihres Großvaters oder eines anderen Vorfahren. Wenn kurdisch gesprochen wird, werden diese fast ausnahmslos noch verwendet. Dem Namen wird dann das Wort Mal, was auf Deutsch Haus (Familie) bedeutet, angehängt und mindestens ein Vorfahre (männlich wie weiblich) genannt. Es können beliebig weitere Vorfahren erwähnt werden, um Verwechslungen zu vermeiden.
Beispiele:
- Eli mala Mohemmed bedeutet Ali aus dem Hause des Mohammeds
- Eli mala Sore bedeutet Ali aus dem Hause der Sarah
- Eli mala Mohemmede Sore bedeutet Ali aus dem Hause des Mohammeds von Sarah

oder sogar:
- Eli mala Mohemmede Rascho Sore bedeutet Ali aus dem Hause Mohammeds von Raschid von Sarah

Oft ist der Nachname auch die Bezeichnung des Stammesverbandes (Eshiret) oder des Geburtsortes.
Beispiele:
- Molla Mustafa Barzani
- Aso Hawleri

Die Kurden benutzen traditionell die Namen der Verwandtschaft des Propheten und anderer Heiliger des Islams als Namen. In den letzten Jahrzehnten aber werden immer mehr rein kurdische Namen benutzt.
Im Zuge der Assimilierung der kurdischen Kultur in der Türkei wurden viele kurdische Namen in die türkische Kultur übernommen. Dort war es bis in die 1990er Jahre verboten, kurdische Namen zu vergeben. Heute gilt das Gesetz nicht mehr, obwohl in Einzelfällen diese Namen von örtlichen Behörden wegen Verstoßes gegen türkische Sitte und Gebräuche weiterhin verboten werden. Sehr viele Kurden in der Türkei tragen auch türkische Namen, die nach der Republik-Gründung in großer Anzahl eingeführt wurden.

## Liste
Es folgt eine Auswahl heute gebräuchlicher kurdischer Vornamen.
| Name             | Geschlecht        | Bedeutung                                           |
| ---------------- | ----------------- | --------------------------------------------------- |
| Agît (oder Egit) | Männlich          | Held, Kämpfer                                       |
| Ako              | Männlich          | Berg im Nordirak                                    |
| Alan             | Männlich          | Alaner                                              |
| Alvîn            | Männlich          | Flagge der Liebe                                    |
| Aram             | Männlich          | friedlich, ruhig                                    |
| Aras             | Männlich          | Fluss Aras                                          |
| Arî              | Männlich          | Arier bzw. edel                                     |
| Arîan            | Männlich          | Arier bzw. edel                                     |
| Arîana           | Weiblich          | Arierin bzw. edel                                   |
| Arîn             | Männlich/Weiblich | Arier/in bzw. edel                                  |
| Armanc           | Männlich          | Ziel                                                |
| Arjîn            | Weiblich          |                                                     |
| Asan             | Männlich          | einfach, leicht                                     |
| Aso              | Männlich          | Horizont                                            |
| Astera           | Weiblich          | Stern / Sternengöttin                               |
| Avyar            | Männlich          | Wasserliebhaber                                     |
| Azad             | Männlich          | frei, unabhängig                                    |
| Baban            | Männlich          | Region in Kurdistan                                 |
| Baran            | Männlich          | Regen                                               |
| Berfîn/Befrîn    | Weiblich          | wie Schnee, Schneeglöckchen, Schneeflocke           |
| Berîn            | Weiblich          | Bevorzugte, Vorrangige, Erste                       |
| Berîtan          | Weiblich          | Die Starke Frau                                     |
| Bêrîvan          | Weiblich          | Melkerin, Hirtenmädchen                             |
| Berxwedan        | Männlich          | Gegenwehr, Widerstand                               |
| Besim            | Männlich          |                                                     |
|                  |                   |                                                     |
| Botan            | Männlich          | Fluss Botan                                         |
| Ciwan            | Männlich          | jung                                                |
| Darvîn           | Männlich          | Baum der Liebe                                      |
| Dawîn/Davîn      | Männlich          | Der Letzte                                          |
| Delal            | Weiblich          | Schönheit                                           |
| Demhat           | Männlich          | die Zeit ist gekommen                               |
| Dêrik            | Männlich          | (Stadt am Fluss Tigris)                             |
| Derya            | Weiblich          | Meer                                                |
| Devran           | Männlich          |                                                     |
| Dîcle            | Weiblich          |                                                     |
| Dîlan            | Weiblich          | mein Herz/Liebe                                     |
| Dîlber           | Weiblich          |                                                     |
| Dilbixwîn        | Männlich          | blutgefülltes Herz                                  |
| Dilian           | Männlich          | von Herzen                                          |
| Dîlovan          | Männlich/Weiblich | barmherzig, bescheiden, liebevoll                   |
| Dîyar, Diar      | Männlich          | deutlich, klar, eindeutig                           |
| Egit (oder Agît) | Männlich          | Held, Kämpfer                                       |
| Ellias / Ellyas  | Männlich          | Xidir Ellyas / Ellias, der kurdische Weihnachtsmann |
| Elam             | Weiblich          | Reich im Altertum der Elamiter                      |
| Elmas            | Weiblich          | Diamant, Brillant                                   |
| Engin            | Männlich          |                                                     |
| Evin             | Weiblich          | Liebe                                               |
| Evîna            | Weiblich          |                                                     |
| Farzand          | Männlich          | Zandî fare starke Hand                              |
| Firîshte         | Weiblich          | Engel                                               |
| Gashtear         | Männlich          | Freude                                              |
| Gernas           | Männlich          | Held                                                |
| Giwar            | Männlich          |                                                     |
| Goran            | Männlich          | Goran (Gebiet in Kurdistan)                         |
| Gulîzer          | Weiblich          | Goldene/Gelbe Rose                                  |
| Gulpêrî          | Weiblich          | Rosenfee / Fee der Rosen                            |
| Hellalle         | Weiblich          | Eine rote Blume                                     |
| Hanim            | Weiblich          |                                                     |
| Havîn            | Weiblich          | Sommer                                              |
| Hawar            | Männlich          | Alarm, Hilfe                                        |
| Hêlîn            | Weiblich          | Vogelnest                                           |
| Hêmin / Hemen    | Männlich          | Ruhig                                               |
| Hewal            | Männlich          | Freund                                              |
| Hêvî             | Weiblich          | Hoffnung                                            |
| Hêwîdar/Hêwîndar | Weiblich          | Hoffnungsträgerin                                   |
| Hevîn, Hêwîn     | Weiblich          | Hoffnung                                            |
| Hîvda            | Weiblich          | Mond                                                |
| Hîvron           | Weiblich/Männlich | Mondschein                                          |
| Hogir            | Männlich          |                                                     |
| Hozan            | Männlich          | Sänger                                              |
| Jiro             | Männlich          | der Artige                                          |
| Jîyan            | Weiblich/Männlich | Leben                                               |
| Kanî             | Männlich/Weiblich | Brunnen, Quelle                                     |
| Kanîwar          | Männlich          |                                                     |
| Karwen           | Männlich          | Arbeitsliebender                                    |
| Kawa             | Männlich          | Gestalt aus der iranischen Mythologie               |
| Kawin            | Weiblich          | Hügel                                               |
| Kenan            | Männlich          | Furchtloser Krieger                                 |
| Keyan            | Männlich          | König                                               |
| Keyro            | Männlich          | König der Sonne                                     |
| Kovan            | Männlich          | wild                                                |
| Kriw             | Männlich          | (Taufpate bei der Beschneidung)                     |
| Kurdistan        | Weiblich          | Kurdistan                                           |
| Kurdo            | Männlich          | Kurdisch                                            |
| Lorîn            | Weiblich          | Wiegenlied                                          |
| Mansur           | Männlich          | vom kurdischen Stamm Baba Mansur                    |
| Mazlum           | Männlich          | der, der Zlum (Ungerechtigkeit) erlebt              |
| Medya            | Weiblich          | Mederin                                             |
| Mêrîcan          | Weiblich          | vom Mann begehrt                                    |
| Mêrvan           | Männlich          | der Tapfere, der Starke                             |
| Mîra             | Weiblich          | Prinzessin, Fürstin                                 |
| Mîro             | Männlich          | Prinz, Fürst                                        |
| Mîrhat           | Männlich          | Ankunft des Prinzen                                 |
| Mizgîn           | Weiblich          | eine „frohe Botschaft“                              |
| Medeni           | Männlich          |                                                     |
| Moah             | Männlich          | siegesreich                                         |
| Mudî             | Männlich/Weiblich |                                                     |
| Nalîn            | Weiblich          |                                                     |
| Narîn            | Weiblich          | zart                                                |
| Nazemîn          | Weiblich          | von „Nazdar ser zemîn“ Liebling auf der Erde        |
| Newroz           | Weiblich          | kurdische Bezeichnung für Nouruz                    |
| Nishtiman        | Weiblich          | Nation / Patria                                     |
| Nurî             | Männlich          |                                                     |
| Parzhîn / Perjîn | Weiblich          |                                                     |
| Pers             | Männlich          | Name eines Berges in Kurdistan / Perseus            |
| Pervin           | Weiblich          | Plejaden                                            |
| Polla            | Männlich          | Der stählerne / Titan                               |
| Poshya           | Weiblich          | Name einer Prinzessin der kurdischen Mythologie     |
| Qulîxan          | Weiblich/Männlich |                                                     |
| Quto             | Männlich          |                                                     |
| Rawand           | Männlich          |                                                     |
| Rêbaz            | Männlich          | richtige Richtung                                   |
| Rêbîn            | Männlich          | Wegfinder                                           |
| Rebwar           | Männlich          |                                                     |
| Rejin            | Weiblich/Männlich | Weg des Lebens                                      |
| Rênas            | Männlich/Weiblich | Wegweiser                                           |
| Rewshen          | Weiblich          | licht                                               |
| Rizgar           | Männlich          | von rizgarî (Befreiung)                             |
| Robîn            | Männlich          | der die Sonne bringt                                |
| Roda             | weiblich          | Sonnenschein bzw. Tageslicht                        |
| Rohat            | Männlich          | Tagesanbruch                                        |
| Roj              | Weiblich/Männlich | Sonne, Tag                                          |
| Rojbin           | Weiblich          | Tagesanbruch, Sonnenaufgang, Geburtstag             |
| Rojda            | Weiblich          | Sonnenaufgang, Sonne, Tag                           |
| Rojdar           | Weiblich/Männlich | Variante von Roj                                    |
| Rojhat           | Männlich          | Sonnenaufgang                                       |
| Rojhan           | Männlich          | Variante von Roj                                    |
| Rojhilat         | Männlich          | Orient, Osten, Sonnenaufgang                        |
| Rojîn            | Weiblich          | hell, taghell                                       |
| Rojyar           | Männlich          | Freund der Sonne / des Tages                        |
| Rokar            | Männlich          | Tagarbeiter                                         |
| Rona             | Weiblich          | Sonnenschein                                        |
| Ronahî           | Weiblich          | Helligkeit, Licht                                   |
| Ronî             | Männlich          | Licht                                               |
| Roza             | Weiblich          | Tagesanbruch                                        |
| Rûken            | Weiblich          | lächelndes Gesicht, sympathisch, freundlich         |
| Rûşen            | Weiblich          | glückliches Gesicht, sympathisch, freundlich        |
| Sabrî            | Männlich          | der Geduldige                                       |
| Said             | Männlich          | Scheich                                             |
| Saman            | Männlich          | Wohlhabend                                          |
| Saryal           | Männlich          | Hügelspitze                                         |
| Sêber            | Weiblich          | Schatten                                            |
| Sedat            | Männlich          | die Mauer                                           |
| Sema             | Weiblich          | Himmel                                              |
| Semra            | Weiblich          |                                                     |
| Sergen           | Männlich          | Das Schwarze/Das Böse                               |
| Serhat           | Männlich          | Wächter                                             |
| Serhildan        | Männlich          | Aufstand/Erhebung                                   |
| Shêrko           | Männlich          | „Löwenberg“, Berg in Iran                           |
| Seroxan          | Männlich          |                                                     |
| Shêrwan          | Männlich          | Löwenhüter                                          |
| Seytxan          | Männlich          | Bauarbeiter                                         |
| Sidar            | Männlich/Weiblich | Schattenbaum                                        |
| Simko            | Männlich          |                                                     |
| Sînemxan         | Weiblich          |                                                     |
| Shinêwir         | Männlich          |                                                     |
| Shîlan           | Weiblich          | Hagebutte, Wildblume                                |
| Siyabend/Siyamed | Männlich          | Volksballade                                        |
| Sîrwan           | Männlich          | Fluss Sîrwan                                        |
| Silo             | Männlich          |                                                     |
| Silêman          | Männlich          | Salomon                                             |
| Shiyar           | Männlich          | der Wache, Sohn von Zekiya und Gernas               |
| Soran            | Männlich          | Fürstentum Soran                                    |
| Sozdar           | Weiblich          | die Versprecherin                                   |
| Shîrîn           | Weiblich          | süß                                                 |
| Shivan           | Männlich          | Hirte, Schäfer                                      |
| Tolhildan        | Männlich          | Rächer                                              |
| Vejîn            | Weiblich          | Wiederauferstehung                                  |
| Welat            | Männlich          | Heimat/Land/Gras                                    |
| Xatar            | Männlich          | Gefahr                                              |
| Xebat            | Männlich          | Arbeit                                              |
| Xecê             | Weiblich          |                                                     |
| Xelef            | Männlich          |                                                     |
| Xero             | Männlich          | der Glückliche                                      |
| Xezal            | Weiblich          | Gazelle                                             |
| Xwedêda          | Männlich          | Von Gott gegeben                                    |
| Yaran            | Weiblich          | Freundin/Geliebte                                   |
| Yezda            | Weiblich          | die sich selbst erschaffen hat                      |
| Yezdan           | Männlich          | -                                                   |
| Zêdan            | Männlich          |                                                     |
| Zekiya           | Weiblich          | Frau von Gernas                                     |
| Zelal            | Weiblich          | Klar, rein                                          |
| Zera             | Weiblich          | die Blonde                                          |
| Zerdesht         | Männlich          | Zarathustra in kurdischer Schreibweise              |
| Zêrîn            | Weiblich          | die Goldene                                         |
| Zîlan            | Weiblich          | starker Wind, Sturm                                 |
| Zinar            | Männlich          | Abgrund, Felsen                                     |
| Zoro             | Männlich          | der Starke, der Kräftige                            |
| Zozan, Sosan     | Weiblich          | Sommerweide                                         |
| Zûzan            | Weiblich/Männlich | die/der schnell Begreifende                         |